# Kanton Gordes
Kanton Gordes is een voormalig kanton van het Franse departement Vaucluse. Kanton Gordes maakte deel uit van het arrondissement Apt en telde 5889 inwoners in 1999. Het werd opgeheven bij decreet van 25 februari 2014, met uitwerking op 22 maart 2015. Alle gemeenten werden toegevoegd aan het kanton Apt.

## Gemeenten
Het kanton Gordes omvatte de volgende gemeenten:
- Beaumettes
- Gordes (hoofdplaats)
- Goult
- Joucas
- Lioux
- Murs
- Roussillon
- Saint-Pantaléon